# Елена Папаризу
Елена Папаризу (на гръцки: Έλενα Παπαρίζου) e известна гръцка поп-изпълнителка, родена и израснала в Швеция.
Позната е от участието си в дует „Антик“, след което като солов изпълнител печели конкурса „Евровизия“ 2005, където представя Гърция с песента „My Number One“. Папаризу няма албум под платинен сертификат, тя и Пеги Зина са признати за двете най-успешни гръцки певици от 2009 г. насам. Спечелила е 25 награди от MAD TV, повече от всеки друг гръцки певец, което е абсолютен рекорд.

## Биография
Родителите ѝ са гърци. Родена е в тр. Бурос, Швеция, израства в Гьотеборг. Талантът ѝ се изявява много рано. Започва да учи в гимназия по театрално и музикално изкуство. Повратна точка в нейния живот е създаването на „Антик“, която основава заедно със своя приятел от детинство, също етнически грък, Никос Панайотидис на 17-годишна възраст.
През 2001 г., на конкурса Евровизия, „Антик“ печелят трето място за Гърция с песента „I Would Die For You“. В края на 2003 г. групата се разпада и Елена Папаризу започва солова кариера. Сключва договор със „Сони Мюзик“ и през декември 2003 г. излиза първият ѝ солов сингъл „Anapantites Klisis“.
Елена Папаризу е официален посланик на гръцкото министерство на туризма.

## Дискография

### Студийни албуми
- 2004 – „Protereotita“ („Приоритет“)
- 2006 – „Iparhi Logos“ („Има причина“)
- 2006 – „The Game of Love“ („Игра на любов“)
- 2008 – „Vrisko To Logo Na Zo“ („Намирам причина да живея“)
- 2010 – „Giro Apo T' Oneiro“ („Около съня“)
- 2013 – „Ti Ora Tha Vgoume?“ („Време е да се измъкнем“)
- 2014 – „One Life“ („Един живот“)
- 2017 – „Ouranio Toxo“ („Дъга“)

### Компилации
- 2011 – „Greatest Hits & More“ („Големи хитове и още“)

### Сингли
- 2003 – „Anapantites Kliseis“
- 2004 – „Treli Kardia“
- 2004 – „Antitheseis“
- 2004 – „Katse Kala“
- 2005 – „My Number One“
- 2005 – „The Light in Our Soul“
- 2005 – „A Brighter Day“
- 2006 – „Mambo“
- 2006 – „Iparhi Logos“
- 2006 – „Gigolo“
- 2006 – „An Ihes Erthi Pio Noris“
- 2006 – „Heroes“
- 2006 – „Teardrops“
- 2007 – „Fos“
- 2007 – „Mazi sou“
- 2007 – „Min Fevgeis“
- 2007 – „3 Is a Magic Number“
- 2007 – „To Fili Tis Zois“
- 2008 – „Porta Gia Ton Ourano“
- 2008 – „I Kardia Sou Petra“
- 2008 – „Pirotehnimata“
- 2009 – „Eisai I Foni“
- 2009 – „Tha 'Mai Allios“
- 2010 – „An Isouna Agapi“
- 2010 – „Psahno Tin Alitheia“
- 2011 – „Baby It's Over“
- 2011 – „Oti Niotho Den Allazi“
- 2011 – „Mr. Perfect“
- 2013 – „Poso M'Aresei“
- 2013 – „Ena Lepto“
- 2013 – „De Thelo Allon Iroa“
- 2013 – „Save Me (This Is An SOS)“
- 2014 – „Survivor“
- 2014 – „Don't Hold Back On Love“
- 2015 – „Otan Aggeli Klene“/ „Angel“
- 2016 – „Misi Kardia“
- 2016 – „Fiesta“
- 2016 – „Agkaliase Me“
- 2017 – „Haide“
- 2017 – „An Me Deis Na Kleo“
- 2017 – „Etsi Ki Etsi“

### Видеоалбуми
- 2006 – „Number One“
- 2007 – „MAD Secret Concerts: Helena Paparizou“

## Турнета
- 2005 – „Helena Paparizou European Tour“
- 2006 – 2007 – „European Concerts“
- 2008 – „To Party Arhizei“
- 2010 – „Fysika Mazi Tour“
- 2011 – „Elena Paparizou in Cyprus Live“
- 2012 – „Elena Paparizou & Melisses Live“
- 2013 – „Greek Summer Concerts“
- 2014 – „Swedish Concerts“
- 2016 – „Summer Tour 2016“
- 2017 – „Summer Tour 2017“

## Награди
Arion Music Awards
| Година | Номинация                  | Награда              |
| ------ | -------------------------- | -------------------- |
| 2005   | Protereotita               | Най-добра поп певица |
| 2006   | Protereotita: Euro Edition | Най-добра поп певица |
| 2007   | Iparhei logos              | Певица на годината   |

Balkan Music Awards
| Година | Номинация      | Награда                |
| ------ | -------------- | ---------------------- |
| 2011   | An isoun agapi | Най-добра гръцка песен |

Cyprus Music Awards
| Година | Номинация                        | Награда                   |
| ------ | -------------------------------- | ------------------------- |
| 2006   | Protereotita: Euro Edition+Mambo | Най-продаван гръцки албум |

Eurovision Song Contest
| Година | Номинация     | Награда     |
| ------ | ------------- | ----------- |
| 2005   | My number one | Първо място |

MAD Video Music Awards
| Година | Номинация                                | Награда                     |
| ------ | ---------------------------------------- | --------------------------- |
| 2004   | Anapantites kliseis                      | Най-добро денс видео        |
| 2005   | Katse kala                               | Най-добро женско видео      |
| 2005   | Treli kardia                             | Най-добра режисура          |
| 2006   | Το fos stin psihi/ The light in our soul | Най-добро поп видео         |
| 2006   | My number one                            | Най-добро женско видео      |
| 2006   | Mambo                                    | Изпълнител на годината      |
| 2007   | Gigolo                                   | Най-добро женско видео      |
| 2007   | Αn eihes erthei poio noris               | Най-добро облекло във видео |
| 2008   | To fili tis zois                         | Най-добро поп видео         |
| 2008   | Mazi sou                                 | Изпълнител на годината      |
| 2009   | Pirotehnimata                            | Най-добро поп видео         |
| 2009   | Pirotehnimata                            | Най-добър видеоклип         |
| 2009   | I kardia sou petra                       | Певица на годината          |
| 2010   | Tha 'mai allios                          | Най-добър видеоклип         |
| 2010   | An isoun agapi                           | Най-секси видеоклип         |
| 2011   | Baby it's over                           | Модна икона                 |
| 2011   | Baby it's over                           | Певица на годината          |
| 2012   | Baby it's over                           | MAD радио песен             |
| 2012   | Mr. perfect                              | Певица на годината          |
| 2013   | Elena Paparizou                          | Певица на годината          |
| 2013   | All the time                             | Най-добро денс видео        |
| 2013   | All the time                             | Най-добър дует              |
| 2015   | Stin akri tou kosmou                     | Най-добро хип-хоп видео     |
| 2016   | Elena Paparizou                          | Най-добра певица Modern     |
| 2017   | Elena Paparizou                          | Най-добра певица Modern     |

MTV Europe Music Awards
| Година | Номинация       | Награда                 |
| ------ | --------------- | ----------------------- |
| 2009   | Elena Paparizou | Най-добър гръцки артист |